# Georgij Michajlovič Romanov
Georgij Michajlovič Romanov (rusky Георгий Михайлович; 23. srpna 1863 – 28. ledna 1919) byl synem velkoknížete Michaila Nikolajeviče a bratrancem Alexandra III. Byl generálem ruské armády v první světové válce. Během ruské revoluce byl uvězněn bolševiky a zastřelen popravčí četou spolu s bratrem, velkoknížetem Mikulášem Michajlovičem, a bratranci velkoknížaty Pavlem Alexandrovičem a Dmitrijem Konstantinovičem.

## Život

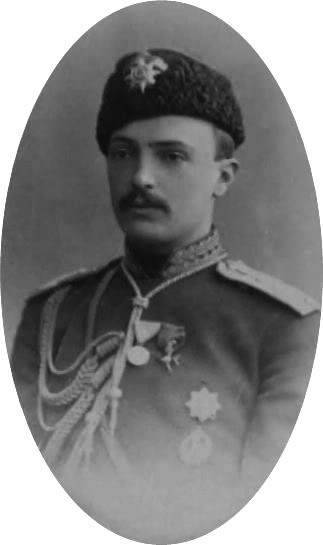
Velkokníže Georgij Michajlovič v mládí

Velkokníže Georgij Michajlovič se narodil v Bělom Ključi, v tifliské gubernii ruského impéria 23. srpna 1863 jako třetí syn a čtvrté ze sedmi dětí velkovévody Michaila Nikolajeviče a jeho manželky Olgy Fjodorovny, rozené bádenské princezny. Georgij Michajlovič, rodinou nazývaný „Gogi“, vyrůstal v Gruzii, kde jeho otec byl generálním guvernérem Zakavkazska. Křestní jméno, pro Romanovce netypické, dostal podle svatého Jiří, který má pro obyvatele Gruzie značný symbolický význam a je jedním ze zemských patronů.
Dostalo se mu spartánské výchovy, spal na kavalci a bral studené koupele. Vzděláván byl doma soukromými učiteli. Otec byl zaměstnán vojenskými a vládními povinnostmi a zůstával odtažitou postavou, dominantní silou v rodině byla pedantická matka. Stejně jako jeho bratři, Georgij Michajlovič byl předurčen pro vojenskou kariéru. Hned po křtu byl jmenován patronem 3. praporu a obdržel hodnost generál-adjutanta. Kariéru začal na Kavkaze a pokračoval v Petrohradě, kam se rodina přestěhovala, když mu bylo 18 let. Byl dosti vysoký, měřil okolo 1,93 m, měl hnědé oči, žádné vousy, ale nosil mohutný knír. Již v mladém věku byl plešatý. V mládí žil typickým životním stylem bohatých ruských šlechtických synků: pitky, hazard a ženy. Měl však také intelektuální zájmy a také jisté malířské vlohy. Zájem o umění jej přivedl na místo kurátora Ruského muzea Jeho carské výsosti Alexandra III. (dnes Státní ruské muzeum) v Petrohradě, místo zastával po mnoho let. V roce 1898 byl jmenován předsedou Ruské genealogické společnosti.

## Sbírka mincí

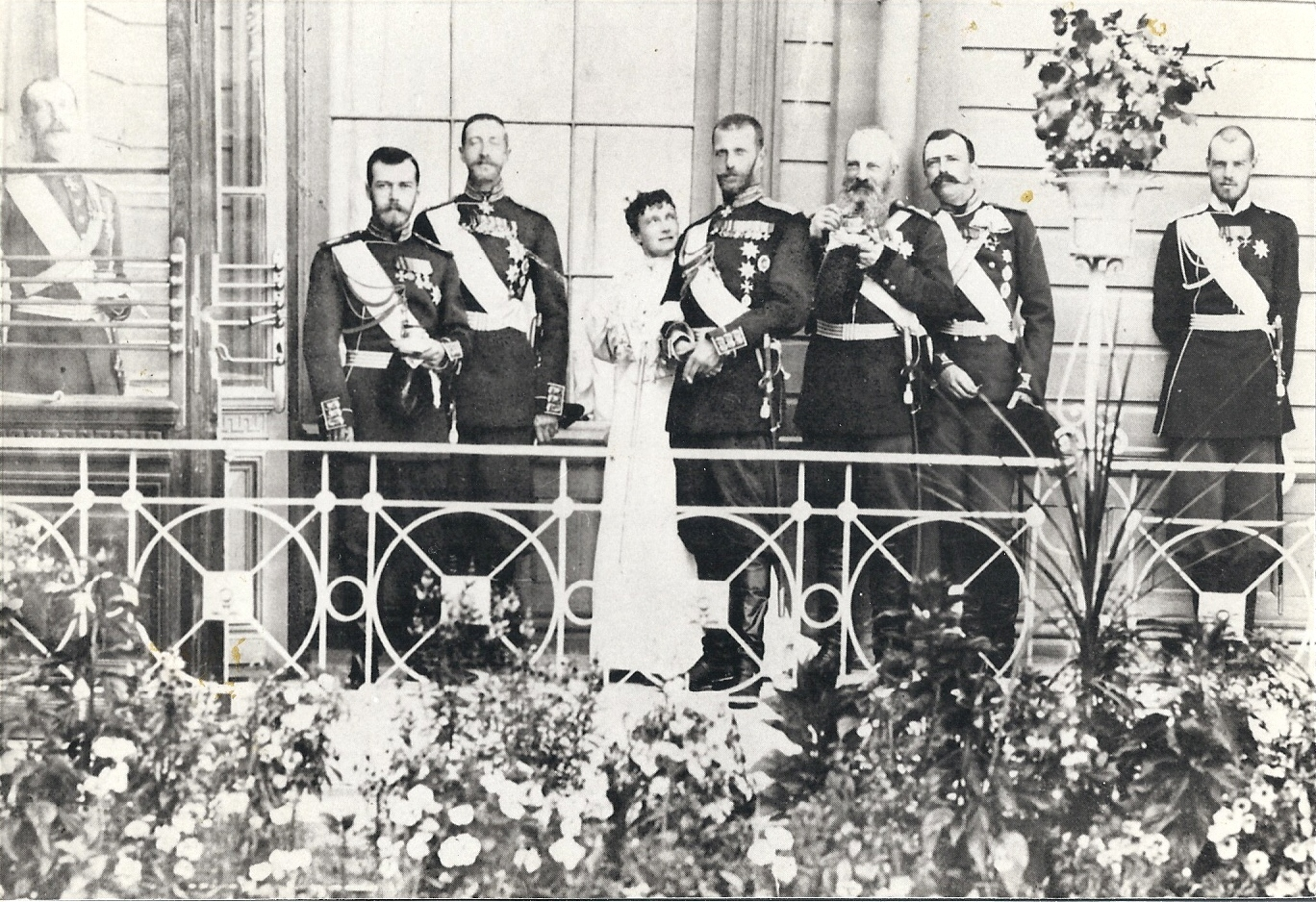
Setkání Romanovců, zleva doprava: car Mikuláš II., Konstantin Konstantinovič, velkokněžna Marie Pavlovna, Sergej Alexandrovič, Michail Nikolajevič, Georgij Michajlovič a Sergej Michajlovič

Od útlého dětství projevoval všepohlcující zájem o numismatiku. V průběhu let nashromáždil nejlepší a největší sbírku ruských mincí a medailí, která obsahovala prakticky každou minci, která někdy v ruské říši obíhala. Na toto téma napsal deset monografií, mezi ně patří Catalogue of Imperial Russian Coins 1725–1891, který se v USA dočkal v roce 1976 reprintu a i dnes představuje významný příspěvek k tématu. Když byl Georgij Michajlovič v roce 1895 jmenován ředitelem nově založeného Muzea Alexandra III., využil všechny své znalosti a vliv k rozšíření numismatické sbírky o vzácné kusy nebo i celé soubory, jako byl soubor ruských mincí vydaných po roce 1700 v kabinetu Hutten-Czapského. V roce 1909 daroval svou vlastní sbírku Muzeu Alexandra III., která byla podrobně zpracována předními numismatiky: v letech 1900–1901 středoevropskou kolekci mincí katalogizoval český numismatik, ing. Eduard Fiala, další soubory zpracovali ruští numismatici za přispění (i finančního) samotného velkoknížete.
Otřesy světové války vyvolaly obavy velkoknížete o kolekci, nechal ji proto uložit do beden, které svěřil Státní úvěrové bance v Petrohradě do úschovy. Během revoluce byly čtyři z pěti beden za záhadných okolností propašovány ze země. Část byla na Západě ukradena, ale většinu sbírky dostala jeho vdova. Mince si nakonec našly cestu z Jugoslávie přes Řím, New York a Berkeley do Národní numismatické kolekce ve Washingtonu. Tento velký a unikátní soubor je od roku 1950 součástí sbírek Smithsonovského institutu. Více než 10 000 ruských mincí a 1250 medailí je součástí kolekce, kterou kdysi vlastnil Georgij Michajlovič.

## Manželství

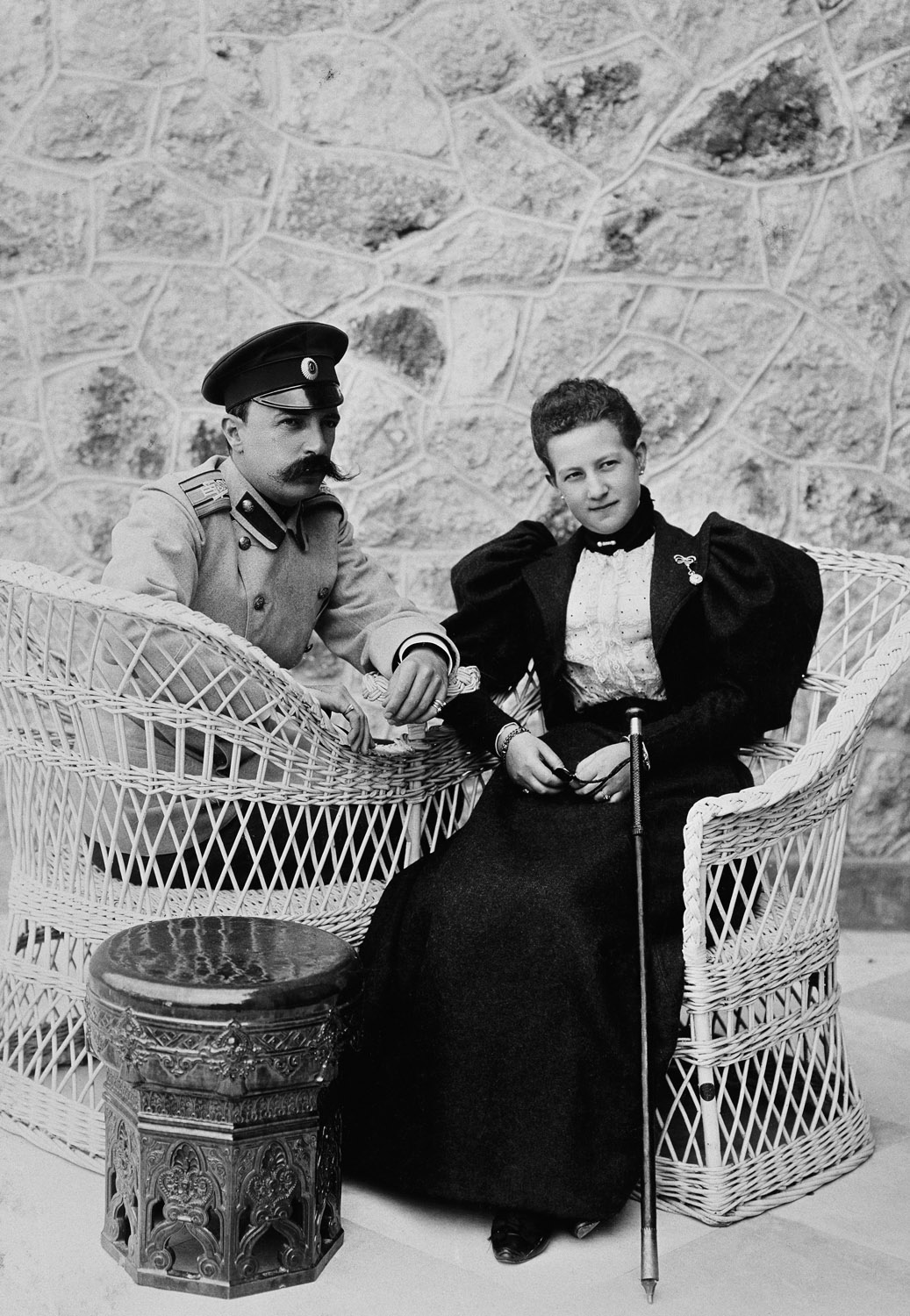
Velkokníže Georgij Michajlovič a princezna Marie Řecká, která se stala jeho ženou

V mládí se Georgij Michajlovič zamiloval do princezny Niny Čavčavadze, která byla přímým potomkem gruzínských králů, ale vzít si ji nemohl, protože podle rodinných zákonů by to bylo morganatické manželství. Georgiji Michajlovičovi to zlomilo srdce a zůstal svobodný až do sedmatřiceti let. V roce 1892 se chtěl oženit s princeznou Marií Edinburskou, ale její matka okamžitě zařídila její sňatek s Ferdinandem I. Rumunským. Nakonec se Georgij Michajlovič začal zajímat o princeznu Marii Řeckou a Dánskou, nejmladší dceru Jiřího I. Řeckého a velkokněžny Olga Konstantinovny. Maria Řecká nebyla ani krásná, ani neměla zájem si ho vzít, ale on vytrval a v dubnu 1896 přijel do Athén, aby ji požádal o ruku. Přála si zůstat v Řecku, ale nebylo jí dovoleno si vzít neurozeného muže, do kterého se zamilovala a tak nakonec dala přednost Georgiji Michajlovičovi před dalším nápadníkem, srbským princem Alexandrem Obrenovićem. Námluvy se konaly v průběhu Olympijských her v Aténách. Marie dala jasně najevo, že jej nemiluje, byl to sňatek z rozumu. Svatba se konala o čtyři roky později, na její naléhání proběhla v Řecku, na Korfu, 12. května 1900. Pár strávil líbánky v Itálii a po návštěvě Rakouska se usadili v Rusku. Spolu mluvili francouzsky.
Georgij s manželkou žil šest let v Novomichajlovském paláci, rezidenci jeho otce, velkoknížete Michaila Nikolajeviče. Měli dvě dcery: princezna Nina se narodila v roce 1901 a princezna Xenie v roce 1903. V roce 1905 se rodina přestěhovala do nově postaveného malého paláce na Krymu. Nechali ho postavit v anglickém stylu a dali mu řecké jméno Harax. Velkokníže a jeho žena zde vedli po devět let klidný život. Georgij byl oddaný otec, ale jeho manželství nebylo šťastné. Velkokněžna Marie Georgijevna nikdy neměla Rusko ráda a nakonec se manželovi odcizila úplně. V červnu 1914 vzala Marie své dvě dcery do Anglie pod záminkou zlepšení zdraví, ve skutečnosti chtěla pryč od svého manžela. Když vypukla měsíc po jejím příjezdu válka, velkokněžna zpět do Ruska nespěchala a později to bylo příliš nebezpečné, než aby se pokusila vrátit. Georgij už nikdy neviděl ani manželku ani dcery.

## Válka a revoluce
Když vypukla první světová válka, byl aktivován v hodnosti generálporučíka. V roce 1915 byl jmenován pobočníkem vrchního velitele a Mikuláš II. jej pověřil inspekcí. Vrchnímu veliteli měl hlásit situaci na frontě. Zjistil hroznou dezorganizaci ve všech úrovních, zejména v týlu, a korupci, takže si hlášeními udělal mnohé nepřátele. Na pomoc válečnému úsilí také zorganizoval soukromou nemocnici ve svém paláci v Petrohradě. V březnu 1915 byl jmenován patronem 4. kabanského strážního praporu. Ve stejném roce byl poslán s osobním poselstvím na misi do Japonska, tehdejšího spojence ve válce proti Německu. Nejprve navštívil Koreu a odtud pokračoval lodí do Japonska. Na počátku roku 1916 se přes Vladivostok vrátil do Ruska, na zpáteční cestě si udělal obrázek o situaci na Dálném východě. Později byl poslán na návštěvu německých a rakouských válečných zajatců. Začátkem roku 1917 byl poslán na inspekci ruského armádního sboru v Besarábii a Rumunsku, na své cestě navštívil Marii Fjodorovnu v Kyjevě, a v Bukurešti královnu Marii, kterou si kdysi měl vzít. Poté se vrátil do Mogileva, sídla Mikuláše II. Počátek revoluce jej zastihl v Petrohradu.
Pobýval v Gatčině, když Mikuláš II. abdikoval. S pádem monarchie skončil k 31. březnu 1917 vojenskou službu. Chtěl odejít do Anglie, ale britská vláda odepřela všem ruským velkoknížatům vstup. Georgij Lvov, první porevoluční premiér Ruska, odmítl Georgijovu žádost, aby jej nechal odejít ze země. Tři měsíce po pádu Romanovců dostal Georgij povolení provinční vlády odejít do Finska, odkud doufal, že unikne do Švédska a najde si cestu ke své rodině v Anglii.
V červnu 1917 se mu podařilo získat povolení k odjezdu do Finska a pronajal si vilu v malé vesnici Retierve. V zimě 1917 Retierve opustil, protože v domě bylo příliš chladno, a odešel do Helsinek. V lednu 1918 byl informován, že Mikuláš II. i s rodinou byl uvězněn a poslán do vězení v Tobolsku. Nakonec situace ve Finsku vzala obrat k horšímu. V touze uniknout a shledat se po čtyřech letech odloučení s rodinou, požádal o nový cestovní pas a povolení k opuštění země a odjezdu do sovětského Ruska. Tím byl jeho osud zpečetěn. Velkokníže byl 3. dubna 1918 zatčen a přivezen pod stráží rudých gardistů zpět do Petrohradu.

## Uvěznění

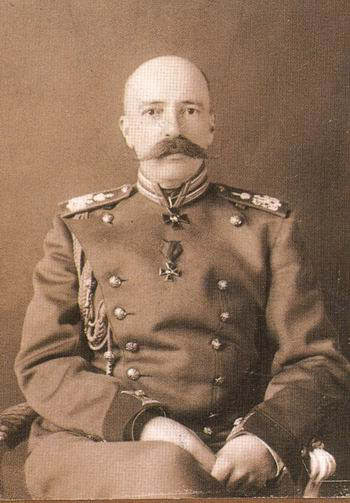
Georgij Michajlovič

Zpočátku byl jen požádán, aby neopouštěl město. Protože jeho palác zabrala Rudá armáda, pobýval v domě svého bývalého tajemníka. Následující měsíc otiskly petrohradské noviny dekret nařizující všem Romanovcům přihlásit se tajné policii Čeka. Velkokníže Georgij se dostavil se svým tajemníkem a hovořil s Mojsejem Urickým, jedním z petrohradských bolševických vůdců. Zůstal na svobodě, ale krátce poté se bolševici rozhodli poslat členy rodu Romanovců, kteří se zaregistrovali, do vnitřního vyhnanství. Georgij byl poslán do Vologdy.
Na nádraží ve Vologdě se setkal s obchodním zástupcem, v jehož domě měl žít. Byl to malý dům, kde hostitel žil se ženou a čtyřmi dětmi, a Georgij mu nechtěl překážet. Našel si proto lepší ubytování v domě, který patřil bohatému obchodníkovi.
V exilu pobýval se svým bratrem Nikolajem a s bratrancem Dmitrijem Konstantinovičem, mohli se po městě volně pohybovat a často se navštěvovali. Ráno 14. července, dva dny před vraždou Mikuláše II. a jeho rodiny, přijeli v autě čtyři těžce ozbrojení muži a odvedli velkoknížata z jejich dočasných domovů. Byli zatčeni a internováni v malém venkovském vězení, kde mohli být snáze střeženi. Během věznění k nim dolehly pověsti o vraždě cara.
Georgiji Michajlovičovi se často podařilo propašovat dopisy jeho manželce, poslední z nich je datován 27. listopadu 1918. Jeho žena se neúspěšně pokusila vykoupit svobodu všech tří velkoknížat za padesát tisíc liber prostřednictvím dánského vyslance v Petrohradě.
Velkokníže Georgij napsal své ženě v Anglii: „Dostali jsme každý svoji celu, později se k nám připojil Dmitrij. Skrze železné mříže v okně jsem ho viděl přijíždět a zarazil mne jeho smutný výraz. Prvních dvacet čtyři hodin bylo těžkých, ale potom nám naštěstí dali naše kavalce a také naše oblečení. Až na nás tři je vězení prázdné“. Napsal, že je střeží vojáci z pobaltských gubernií: „Chovají se k nám přátelsky a naše cely od druhého dne nezamykají. Chodíme na malou zahrádku na vězeňském dvoře. Jídlo nám přinášejí zvenku.“ Ve vězení je zastihly znepokojivé zvěsti o zavraždění cara. Vypadalo to na nejhorší a Georgij ze všech knížat propadal největšímu pesimismu. Z exilu ve Vologdě byla velkoknížata převezena zpátky do Petrohradu. V již bývalém hlavním městě byli okamžitě uvězněni spolu s dalšími šesti zadrženými v cele na velitelství Čeky.
Po příjezdu se Georgij Michajlovič a další velkoknížata dotazovali na dobu věznění Mojseje Urického, předsedy petrohradské Čeky. Georgij napsal: „Dmitrij se zeptal Urického, proč jsme byli uvězněni, a jeho odpověď byla, že to bylo pro naši záchranu před hněvem lidu, ve Vologdě nás chtěli lidé zastřelit, takovému vysvětlení je těžké uvěřit.“ Vězni byli vyfotografováni a pak je přestěhovali do vězení Kresty.
Krátce poté byli převezeni do vězení Špalernaja, kde zůstali pro většinu jejich uvěznění. Zde každý měl vlastní celu sedm metrů dlouhou a tři metry širokou, jediným nábytkem byla těžká železná postel. Velkoknížatům bylo povoleno cvičení půl až tři čtvrtě hodiny dvakrát denně. Osobní kontakty povolené ve Vologdě byly nyní zakázány jako jedna z prvních věcí. Všichni dozorci byli vojáci, chovali se k nim tak slušně, že dokonce pomáhali Georgijovi propašovat ven dopisy. Po několika dnech jim bylo povoleno sejít se na dvoře a dostávali také některé věci, jako je čerstvé prádlo a cigarety. Den jim začínal v 7 hodin ráno, když byli probuzeni kroky dozorců na chodbě a řinčením klíčů ve dveřích. Oběd se podával v poledne, skládal se ze špinavé horké vody s několika rybími kostmi a černého chleba. Světla se v celách rozsvěcela v 7 hodin večer, a když se blížila zima, vězni seděli do té doby ve tmě. Při setkáních během rozcvičky měli příležitost prohodit spolu pár slov.
Někteří z jejich příbuzných vynaložili obrovské úsilí a pokusili se prostřednictvím Maxima Gorkého požádat Lenina o propuštění, ale pro velkoknížata přišla zpráva příliš pozdě.

## Smrt
O popravě neexistují žádné zprávy očitých svědků. Verze událostí jsou založeny na informacích z druhé ruky. Rozcházejí se v podrobnostech, některé jsou přehnaně dramatické, avšak obsahem jsou si podobné. O půl dvanácté v noci z 27. na 28. ledna stráže se probudily Georgije Michajloviče, jeho bratra Nikolaje a jeho bratrance Dmitrije Konstantinoviče v jejich celách ve věznici Špalernaja a řekly jim, že si mají sbalit věci. Nejdříve se domnívali, že budou převezeni do Moskvy. Nikolaj Michajlovič si dokonce myslel, že by mohli být propuštěni, ale Georgij mu řekl, že je pravděpodobnější, že budou převezeni na jiné místo a tam zastřeleni. Zlověstným náznakem dalších událostí byl příkaz při odjezdu, podle kterého měli nechat svá zavazadla na místě.
Velkoknížata nastoupila do nákladního vozu, ve kterém již seděli čtyři obyčejní zločinci a šest rudých gardistů. V 1:20 28. ledna odjeli z věznice. Směřovali k řece okolo Martových polí, kde vůz zastavil. Zatímco řidič zkoušel znovu nastartovat, jeden z odsouzených se pokusil utéct a když prchal, byl střelen do zad. Nakonec se motor náklaďáku rozběhl a mohli pokračovat k Petropavlovské pevnosti. Vězni byli hrubě vystrčeni z auta u Trubecké bašty. Navzdory dvacetistupňovým mrazům jim přikázali, aby si svlékli kabáty i košile. Od té chvíle nemohli mít pochyby, co je čeká, a velkoknížata se naposledy objala.
Objevili se vojáci nesoucí na nosítkách velkoknížete Pavla Alexandroviče. Dva vojáci, každý po jedné straně, přivedli každého z nich k příkopu, který byl vykopán ve dvoře. Když procházeli kolem Petropavlovského chrámu, kde byli jejich předkové pohřbeni, velkoknížata si sama požehnala. Vězni byli seřazeni před příkopem, ve kterém již leželo třináct těl. Nikolaj Michajlovič, který nesl svoji kočku, ji podal vojákovi a požádal ho, aby se o ni postaral. Všichni čelili smrti s velkou statečností. Georgij a Dmitrij se tiše modlili. Pavel Alexandrovič, který byl velmi nemocný, byl zastřelen na nosítkách, Nikolaj, Georgij a Dmitrij byli zabiti stejnou salvou. Smršť střel je poslala k ostatním tělům v masovém hrobě.

## Děti
Z manželství velkoknížete a velkokněžny Marie Georgijevny vzešly dvě dcery:
- princezna Nina Georgijevna (20. června 1901 – 27. února 1974) provdána v roce 1922 za prince Paula Čavčavadze, s nímž měla jednoho syna, prince Davida Čavčavadze
- princezna Xenia Georgijevna (22. srpna 1903 – 17. září 1965) poprvé provdána v roce 1921 za Williama Batemana Leedse, Jr., syna princezny Anastázie Řecké a Dánské; rozvedli se v roce 1930. Podruhé provdána v roce 1946 za Hermana Juda, manželství zůstalo bezdětné. Jediná dcera Xenie, Nancy Leeds (1925–2006), se provdala za Edwarda Judsona Wynkoopa, Jr.

## Vyznamenání a ocenění
Velkovévoda obdržel více ruských a zahraničních vyznamenání:
- Rytíř Řádu Svatého Ondřeje
- Rytíř Řádu Svatého Alexandra Něvského
- Rytíř Řádu sv. Anny
- Rytíř Řádu sv. Stanislava
- Rytíř Řádu Bílého orla

- Italské království: Rytíř Řádu nejsvětějšího Zvěstování Panny Marie – červenec 1902 – během návštěvy krále Viktora Emmanuela III. v Rusku

## Vývod z předků
|                     |                              |  |                             |                                                |  |  |  |  |  |  |  | Petr III. Ruský |
|                     |                              |  |                             |                                                |  |  |  |  |  |  |  |                 |
|                     | Pavel I. Ruský               |  |                             |                                                |  |  |  |  |  |  |  |                 |
|                     |                              |  |                             |                                                |  |  |  |  |  |  |  |                 |
|                     |                              |  |                             | Kateřina II. Veliká                            |  |  |  |  |  |  |  |                 |
|                     |                              |  |                             |                                                |  |  |  |  |  |  |  |                 |
|                     | Mikuláš I. Pavlovič          |  |                             |                                                |  |  |  |  |  |  |  |                 |
|                     |                              |  |                             |                                                |  |  |  |  |  |  |  |                 |
|                     |                              |  |                             | Fridrich II. Evžen Württemberský               |  |  |  |  |  |  |  |                 |
|                     |                              |  |                             |                                                |  |  |  |  |  |  |  |                 |
|                     | Žofie Dorota Württemberská   |  |                             |                                                |  |  |  |  |  |  |  |                 |
|                     |                              |  |                             |                                                |  |  |  |  |  |  |  |                 |
|                     |                              |  |                             | Bedřiška Braniborsko-Schwedtská                |  |  |  |  |  |  |  |                 |
|                     |                              |  |                             |                                                |  |  |  |  |  |  |  |                 |
|                     | Michail Nikolajevič          |  |                             |                                                |  |  |  |  |  |  |  |                 |
|                     |                              |  |                             |                                                |  |  |  |  |  |  |  |                 |
|                     |                              |  |                             | Fridrich Vilém II.                             |  |  |  |  |  |  |  |                 |
|                     |                              |  |                             |                                                |  |  |  |  |  |  |  |                 |
|                     | Fridrich Vilém III.          |  |                             |                                                |  |  |  |  |  |  |  |                 |
|                     |                              |  |                             |                                                |  |  |  |  |  |  |  |                 |
|                     |                              |  |                             | Frederika Luisa Hesensko-Darmstadtská          |  |  |  |  |  |  |  |                 |
|                     |                              |  |                             |                                                |  |  |  |  |  |  |  |                 |
|                     | Alexandra Fjodorovna         |  |                             |                                                |  |  |  |  |  |  |  |                 |
|                     |                              |  |                             |                                                |  |  |  |  |  |  |  |                 |
|                     |                              |  |                             | Karel II. Meklenbursko-Střelický               |  |  |  |  |  |  |  |                 |
|                     |                              |  |                             |                                                |  |  |  |  |  |  |  |                 |
|                     | Luisa Meklenbursko-Střelická |  |                             |                                                |  |  |  |  |  |  |  |                 |
|                     |                              |  |                             |                                                |  |  |  |  |  |  |  |                 |
|                     |                              |  |                             | Frederika Karolina Luisa Hesensko-Darmstadtská |  |  |  |  |  |  |  |                 |
|                     |                              |  |                             |                                                |  |  |  |  |  |  |  |                 |
| Georgij Michajlovič |                              |  |                             |                                                |  |  |  |  |  |  |  |                 |
|                     |                              |  |                             |                                                |  |  |  |  |  |  |  |                 |
|                     |                              |  | Fridrich Bádensko-Durlašský |                                                |  |  |  |  |  |  |  |                 |
|                     |                              |  |                             |                                                |  |  |  |  |  |  |  |                 |
|                     | Karel Fridrich Bádenský      |  |                             |                                                |  |  |  |  |  |  |  |                 |
|                     |                              |  |                             |                                                |  |  |  |  |  |  |  |                 |
|                     |                              |  |                             | Amálie Nasavsko-Dietzská                       |  |  |  |  |  |  |  |                 |
|                     |                              |  |                             |                                                |  |  |  |  |  |  |  |                 |
|                     | Leopold I. Bádenský          |  |                             |                                                |  |  |  |  |  |  |  |                 |
|                     |                              |  |                             |                                                |  |  |  |  |  |  |  |                 |
|                     |                              |  |                             | Ludvík Jindřich Geyer z Geyersbergu            |  |  |  |  |  |  |  |                 |
|                     |                              |  |                             |                                                |  |  |  |  |  |  |  |                 |
|                     | Luisa Karolína z Hochbergu   |  |                             |                                                |  |  |  |  |  |  |  |                 |
|                     |                              |  |                             |                                                |  |  |  |  |  |  |  |                 |
|                     |                              |  |                             | Maxmiliána Kristiána ze Sponecku               |  |  |  |  |  |  |  |                 |
|                     |                              |  |                             |                                                |  |  |  |  |  |  |  |                 |
|                     | Olga Fjodorovna              |  |                             |                                                |  |  |  |  |  |  |  |                 |
|                     |                              |  |                             |                                                |  |  |  |  |  |  |  |                 |
|                     |                              |  |                             | Gustav III. Švédský                            |  |  |  |  |  |  |  |                 |
|                     |                              |  |                             |                                                |  |  |  |  |  |  |  |                 |
|                     | Gustav IV. Adolf             |  |                             |                                                |  |  |  |  |  |  |  |                 |
|                     |                              |  |                             |                                                |  |  |  |  |  |  |  |                 |
|                     |                              |  |                             | Žofie Magdalena Dánská                         |  |  |  |  |  |  |  |                 |
|                     |                              |  |                             |                                                |  |  |  |  |  |  |  |                 |
|                     | Žofie Vilemína Švédská       |  |                             |                                                |  |  |  |  |  |  |  |                 |
|                     |                              |  |                             |                                                |  |  |  |  |  |  |  |                 |
|                     |                              |  |                             | Karel Ludvík Bádenský                          |  |  |  |  |  |  |  |                 |
|                     |                              |  |                             |                                                |  |  |  |  |  |  |  |                 |
|                     | Frederika Dorotea Bádenská   |  |                             |                                                |  |  |  |  |  |  |  |                 |
|                     |                              |  |                             |                                                |  |  |  |  |  |  |  |                 |
|                     |                              |  |                             | Amálie Hesensko-Darmstadtská                   |  |  |  |  |  |  |  |                 |
|                     |                              |  |                             |                                                |  |  |  |  |  |  |  |                 |